# أديمار ليون
أديمار ليون (بالإسبانية: Club Balonmano Ademar León)‏ هو نادي كرة يد في إسبانيا تأسس في سنة 1956 يقع مقره في ليون، منطقة قشتالة وليون. يلعب في الدوري الإسباني لكرة اليد.

## وصلات خارجية
- الموقع الرسمي